# Pietro Locchi
Pietro Paolo Rocchi detto Paolaccino (ed anche Pierino) (Chiusi, 29 giugno 1830 – Siena, ...) è stato un fantino italiano.
È tuttora uno dei fantini più vittoriosi della storia plurisecolare del Palio di Siena, avendo vinto tredici volte in trentuno partecipazioni. Corse in tutte le Contrade eccetto l'Aquila e la Civetta.
Fu assoluto protagonista degli anni Cinquanta del XIX secolo, essendo riuscito a vincere sei volte nel decennio: dopo il successo del 3 luglio 1851 per la Contrada del Leocorno, vinse i quattro Palii consecutivi dall'agosto 1853 al luglio 1855.
Paolaccino fu addirittura capace di vincere in tre decenni differenti: tornò infatti al successo nel 1861 e, dopo la sua nona vittoria nel 1863, conquistò nel 1868 il suo secondo cappotto personale dopo quello del 1854.
Nel decennio successivo trionfò nel 1870 per l'Onda e due anni dopo per la Tartuca. Chiuse la carriera in Piazza del Campo nel 1874 con una media altissima di vittorie, pari al 42% delle sue presenze al Palio.

## La carriera al Palio di Siena
La lunga scia di successi di Pietro Rocchi iniziò alla seconda presenza sul tufo, nel luglio 1851, quando sfruttò, caso non raro in quegli anni, l'astio politico nei confronti della Tartuca. La Contrada di Castelvecchio contava infatti sul miglior cavallo montato da Partino: durante il secondo giro il fantino della Torre, rimasto doppiato, si fermò e dopo aver fatto passare il Leocorno, prese a nerbare con veemenza la Tartuca, favorendo il successo netto di Paolaccino.
Più sofferta fu la seconda vittoria, colta per la Chiocciola nell'agosto 1853. Paolaccino arrivò nella Chiocciola dopo la terza prova, per sostituire il Gobbo Saragiolo, fresco della sua quindicesima vittoria, rimasto vittima di un infortunio. Il Palio fu molto movimentato: Campanino nell'Onda frenò a nerbate la corsa del figlio Leopoldo nella Tartuca, la Chiocciola fu lesta ad approfittarne e dopo aver superato il Drago beffò di un soffio l'Istrice in gran rimonta. Fu con questa vittoria che Paolaccino iniziò un'eccezionale infilata di quattro successi consecutivi: cappotto personale nel 1854 (a luglio nella Lupa; ad agosto nel Nicchio in un Palio molto combattuto caratterizzato da una caduta generale al primo San Martino innescata proprio da Paolaccino che gettò in terra il fantino della Selva che si trovava in testa), a chiudere il poker la vittoria del luglio 1855 conquistata nella Chiocciola dopo un intenso scambio di nerbate con la Torre nel Palio passato alla storia per il tradimento del Gobbo Saragiolo ai danni della Selva.
Con cinque vittorie in sole sette presenze Pietro Rocchi detto Paolaccino diventò a tutti gli effetti il fantino più ambito per il Palio di Siena; cosa che gli provocò non poche inimicizie e da parte dei colleghi. Ne è un esempio ciò che avvenne nel Palio di luglio 1856: Rocchi fu massacrato di nerbate da Donato Partini detto Partino, Francesco Bianchini detto Campanino, Giuseppe Bernini detto Stralanchi ed Antonio Bianchi detto Gobbo Fenzi; ciò non gli impedì comunque di chiudere secondo.
La vendetta di Paolaccino fu immediata: nel luglio 1857 vinse ancora nella Chiocciola, dominando la corsa dall'inizio. Il fantino di Chiusi fu agevolato dalla confusione nata ai canapi per ostacolare il fantino della Tartuca Gano di Catera. Così riportano le cronache: «Fermatisi tutti i fantini sembrava finito il Palio quando quel della Chiocciola proseguì solo la corsa ed in mezzo agli evviva di alcuni compié le tre girate, e così rimase vincitore del Palio che ottenne senza contrasto, e la contrada della Chiocciola ebbe l'onoranza di varie altre contrade».
Con i colori Chiocciola arrivò anche la quarta vittoria su quattro Palii corsi per la Contrada, grazie al successo dell'agosto 1858. Dopo tre anni, Paolaccino vinse ancora nell'Oca, nel Palio anticipato di un mese per celebrare lo Statuto albertino. In pieno fervore nazionalistico, la vittoria della Contrada di Fontebranda era auspicata dalla maggioranza della popolazione, essendo i suoi colori quelli tricolori della bandiera italiana.
Paolaccino vinse ancora nel luglio 1863 per la Pantera; dopo questo successo il fantino decise di correre pochissimo, disputando solo altri due Palii in quattro anni. Tuttavia tornò alla vittoria il 2 luglio 1868 nell'Onda, in occasione di un Palio particolare. Accadde infatti che dalla mossa scattarono solamente cinque Contrade (Aquila, Torre, Lupa, Selva e appunto Onda), mentre le altre cinque rimasero ferme al canape. Nonostante il malumore della Piazza, la mossa fu considerata valida. Alcuni spettatori e delle guardie municipali scesero sul tufo nel tentativo di bloccare la corsa dei cavalli; ci riuscirono solo in parte, in quanto bloccarono quattro Contrade ma non l'Onda: Paolaccino riuscì a schivare ogni ostacolo a colpi di nerbate, ed effettuò addirittura quattro giri di Piazza. Nella confusione più totale, le nove Contrade bloccate si ripresentarono tra i canapi, ma ben presto nacquero nuovi incidenti che provocarono anche la caduta dei cavalli della Torre e della Selva. Il drappellone venne comunque consegnato all'Onda, ma solamente il giorno seguente.
Nello stesso anno Paolaccino centrò il personale cappotto vincendo in agosto per l'Oca, dopo una strenua lotta con Girocche. Vinse nuovamente nell'Onda dopo soli due anni, nell'agosto 1870: partito subito forte, staccò ben presto i rivali; tuttavia alla terza curva di San Martino urtò violentemente il colonnino, riuscendo a rimanere a cavallo grazie ad un'abile acrobazia.
L'ultima vittoria di Paolaccino arrivò il 15 agosto 1872, a 21 anni dal suo primo successo di Piazza; vinse nella Tartuca, sul morello di Torello Marchetti. Non fu un Palio semplice: passato per primo alla curva di San Martino, Paolaccino fu poi abile prima a schivare una mazza lanciatogli contro dalla Piazza, poi a difendere la prima posizione dalla rimonta di Pilesse nella Giraffa.
Dopo quella vittoria Paolaccino corse altre due volte, chiudendo la carriera con 31 presenze e 13 vittorie in otto contrade differenti.

## Presenze al Palio di Siena
Le vittorie sono evidenziate ed indicate in neretto.
| Palio          | Contrada     | Cavallo                     |
| -------------- | ------------ | --------------------------- |
| 16 agosto 1850 | Lupa         | Baio di R. Bellugi          |
| 3 luglio 1851  | Leocorno     | Morello di S. Franci        |
| 17 agosto 1851 | Torre        | Morello di A. Cicali        |
| 16 agosto 1853 | Chiocciola   | Baio di P. Bandini          |
| 2 luglio 1854  | Lupa         | Morello di G. Pasciarelli   |
| 16 agosto 1854 | Nicchio      | Baio di P. Bandini          |
| 2 luglio 1855  | Chiocciola   | Morello di S. Franci        |
| 2 luglio 1856  | Oca          | Morello di M. Guglielmi     |
| 15 agosto 1856 | Giraffa      | Baio di P. Bandini          |
| 17 agosto 1856 | Oca          | Grigio di L. Cecchi         |
| 2 luglio 1857  | Chiocciola   | Baio di G. Ciabattini       |
| 16 agosto 1857 | Pantera      | Morello di G. Giovannelli   |
| 4 luglio 1858  | Valdimontone | Baio di M. Amaddii          |
| 16 agosto 1858 | Chiocciola   | Baio di G. Ciabattini       |
| 27 aprile 1860 | Drago        | Baio dei F. lli Merlotti    |
| 2 luglio 1860  | Onda         | Morello di L. Piazzesi      |
| 16 agosto 1860 | Bruco        | Morello di G. Merlotti      |
| 2 giugno 1861  | Oca          | Sauro di S. Franci          |
| 2 luglio 1863  | Pantera      | Grigio di L. Grandi         |
| 16 agosto 1865 | Oca          | Morello di F. Fanetti       |
| 15 agosto 1867 | Selva        | Grigio di L. Grandi         |
| 2 luglio 1868  | Onda         | Grigio di L. Grandi         |
| 16 agosto 1868 | Oca          | Baio di L. Cecconi          |
| 17 agosto 1869 | Istrice      | Baio di S. Merlotti         |
| 15 agosto 1870 | Onda         | Baio di L. Venturini        |
| 2 luglio 1871  | Pantera      | Baio di A. Amaddii (scosso) |
| 15 agosto 1871 | Pantera      | Morello di F. Bianchini     |
| 2 luglio 1872  | Onda         | Baio di I. Bassi (scosso)   |
| 15 agosto 1872 | Tartuca      | Morello di T. Marchetti     |
| 2 luglio 1873  | Nicchio      | Grigio di F. Pisani         |
| 2 luglio 1874  | Oca          | Morello di P. Romagnoli     |